# 斉藤実 (ヨットマン)
斉藤 実（齊藤 実、さいとう みのる、1934年〈昭和9年〉1月7日 - ）は、日本のヨットマン。東京都出身。ヨットでの単独世界一周レースの最高峰であるBOCチャレンジに3回出場、また地球を単独で8周帆走した記録を持つ。愛艇は「酒呑童子 II世」。

## 略歴
1973年にヨットを始め、鳥羽パール（油壷－鳥羽間のレース）などに出場した。
1991年にはクルージングヨットをレース用に改造して、シドニーからニューポートまでの12000海里を単独航海した。
1998年から1999年の第6回アランド・アローンレースの終了時の表彰式では、欧米のヨット界から｢スピリット・オブ・アラウンド・アローン｣の称号を与えられた。
2004年には単独ヨット世界一周7回目を達成。
2004年10月16日から2005年6月6日にかけて、世界最高年齢71歳での単独一周航海に成功（航海日数は234日）。レース参加のための回航を含めると、それまでに総計で地球を6周したこととなった。
2008年9月-2011年9月には、8度目の単独世界一周（向かい風・潮の流れの影響で難易度が高いとされる「西回りコース」）に成功。77歳で横浜港に帰還した。

## 受賞
- 2006年7月、アメリカ合衆国ロードアイランド州ニューポート市のヨット・ミュージアムにおいてシングルハンド・ヨットマンとして殿堂入りした。
- 名門クラブであるクルージン・クラブ・オブ・アメリカにおいて、ヨットマンの最高級の名誉と言われる「ブルーウォーター・メダル」をアジア人で初めて受賞した。
- 2012年2月16日、植村直己冒険賞（第16回）[5][9]。
- 2020年10月、第15回日本スポーツグランプリ[10]。
- 2021年10月、生涯スポーツ功労者[11]。

## 著書
- 孤闘（2003年8月8日、角川書店、ISBN 978-4048838405）[12]